# Joe Roth
Joe Roth (Nova Iorque, 1948) é um cineasta e produtor de cinema estadunidense. Co-fundador da Morgan Creek Productions e fundador da Revolution Studios, já trabalhou na 20th Century Fox (1989–93), Caravan Pictures (1993–94) e The Walt Disney Studios (1994–2000). Dentre as obras cinematográficas produzidas por Roth estão The Forgotten, Maleficent e Alice Through the Looking Glass.